# Warren, Minnesota
Warren är en ort (city) i Marshall County i delstaten Minnesota i USA. Orten hade 1 605 invånare, på en yta av 3,77 km² (2020). Warren är administrativ huvudort (county seat) i Marshall County. Motorvägarna U.S. Route 75 och Minnesota State Highway 1 passerar genom orten.